# Незавершені оповіді Нуменору і Середзем'я
«Незавершені оповіді» (англ. Unfinished Tales, повна назва «Незавершені оповіді Нуменору і Середзем'я» (англ. Unfinished Tales of Númenor and Middle-earth)) — добірка історій і есе авторства Дж. Р. Р. Толкіна, які ніколи не були опубліковані за його життя. Вони були опубліковані під редакцією Крістофера Толкіна в 1980 році.
На відміну від «Сильмариліону» (для якого розрізнені розповідні фрагменти були змінені таким чином, щоб сформувати єдиний несуперечливий твір), у «Незавершених оповідях» текст наводиться в такому вигляді, в якому його залишив Толкін. Редагувалися в разі потреби тільки імена персонажів (у автора була звичка пробувати давати персонажам різні імена в процесі написання чернеток). В результаті деякі матеріали, що складають книгу, являють собою дійсно недописані історії, інші ж — збірники інформації про Середзем'я. Кожна оповідь супроводжується довгим набором коментарів, що пояснюють суперечливі і неясні моменти.
Подібно до «Сильмариліону», Крістофер Толкін відредагував і видав «Незакінчені оповіді» до вивчення матеріалів з архіву свого батька.
Книга надає більш детальну інформацію про персонажів, події і географічні об'єкти, тільки побіжно згадані у «Володарі Перснів». Ці історії включають пояснення походження Гендальфа та інших Істарі (магів), розповідь про смерть Ісілдура і втрати Персня Влади в Ірисний Низовині, легенду про заснування королівства Роган — все це допомагає розширити знання і загальне уявлення про Середзем'я.
Особливо цікава історія про Алдаріона і Ерендіс — єдина відома історія про Нуменор до його падіння. Карта Нуменора також включена в книгу.
Комерційний успіх «Незавершених оповідей» показав, що попит на твори Толкіна через кілька років після його смерті не тільки все ще присутній, але навіть демонструє зростання. Натхнений цим результатом, Крістофер Толкін почав роботу над більш амбітним 12-томним виданням — «Історією Середзем' я», що охоплює майже всі тексти, написані Толкіном на відповідну тему.

## Анотація
Що сильніше в серці нуменорского принца: любов до моря або вірність дружині? Чого бажає горда Галадріель: правити в Середзем'ям або повернутися на захід? Яким чином Торін і Компанія вплуталися в авантюрну подорож до Одинокоі Гори? Чому дикуни залишилися тільки в Друаданському лісі? У цій книзі ви не знайдете чітких відповідей, зате воістину проникнетеся духом створеного Толкіном легендаріуму Середзем'я, а також дізнаєтеся про такі сторони історії цього світу, про які й не підозрювали. Вибір Сарумана, клятва Юного Еорла, трагедія дітей Гуріна, пошуки Персня назгулами, військові кампанії Рогану і Ґондору, будова і використання палантірів, морські подорожі нуменорців … про все це примудрився розповісти Крістофер Толкін, розібравши чернетки свого батька і з'єднавши їх в одну більш-менш злиту композицію.

## Зміст
Частина перша: Перша епоха
«Про Туора і його прихід в Гондолін»
«Нарн і Гін Гурін (Повість про дітей Гуріна)»
Частина друга: Друга епоха
«Опис острова Нуменор»
«Алдаріон та Ерендіс: дружина моряка»
«Рід Елроса: королі Нуменора»
«Історія Галадріелі та Келеборна»
Частина третя: Третя епоха
«Катастрофа на Ірисних Полях»
«Кіріон та Еорл і дружба Ґондору і Рогану»
«Похід до Еребора»
«Полювання на Перстень»
«Битва біля бродів Ізену»
Частина четверта:
«Друадани»
«Істарі»
«Палантири»